# Gum 10
Gum 10, également connue sous le nom de RCW 19, est une grande nébuleuse en émission visible dans la constellation de la Poupe,.
On l'observe dans la partie sud-est de la constellation, à environ 6° au nord-est de l'étoile Naos (ζ Puppis). On peut l'imager à l'aide de filtres à travers un télescope de moyenne puissance. Sa déclinaison modérément méridionale rend son observation quelque peu difficile depuis les régions du nord, surtout au-delà de 50 °N. Depuis l'hémisphère sud, on peut cependant l'observer une bonne partie des nuits de l'année. La meilleure période pour l'observer dans le ciel du soir se situe entre décembre et mai.
Il s'agit d'une grande région H II située à une distance d'environ 3 300 pc (∼10 800 al), sur le bras de Persée. La masse de gaz ionisé a une forme allongée dans une direction WNW-ESE et fait partie d'un grand nuage moléculaire d'une masse d'environ 200 000 M☉. L'étoile la plus responsable de l'ionisation de ses gaz est HD 69464, une étoile de classe spectrale O7 avec de fortes raies d'émission de magnitude 8,88, et un âge ne dépassant pas 4 millions d'années. Cette étoile ferait partie, avec d'autres étoiles de classe O et B, d'un très jeune amas ouvert ionisant, connu sous le nom de [KPR2005] 45. Ces étoiles massives et d'autres des premières classes spectrales constituent une grande association OB connue sous le nom de Puppis OB3, qui comprend également l'étoile CD -35 4412, qui contribue à l'ionisation de la nébuleuse. La région connaît une formation active d'étoiles, comme le confirme la présence de plusieurs sources de rayonnement infrarouge et de plusieurs étoiles T Tauri. La région de formation d'étoiles dont elle fait partie est indiquée par le numéro 2114 dans le catalogue Avedisova de 2002. Gum 11 fait également partie du même complexe nébuleux.